# Abos
Abos (szlovákul Obišovce) község Szlovákiában, a Kassai kerület Kassa-környéki járásában.

## Fekvése
A falu Kassától 17 km-re északra, a Szinnye-patak és a Hernád összefolyásánál épült.

## Története
Területe már a honfoglalás korában lakott volt, ezt bizonyítják az itt előkerült leletek. Először 1289-ben „Obus” néven említi oklevél. Határában az óvár helyén az Abák építettek a tatárjárás után várat.
A 18. század végén Vályi András így ír róla: „Obusovtze, tót falu Sáros Vármegyében, földes Urai külömbféle Urak, lakosai katolikusok, fekszik Hernád víze mentében, Somoshoz, mellynek filiája nem meszsze, határja kövér termékenységű; de nehezen miveltetik, réttyei kétszer kaszállhatók, és tsak akkor öntettetnek el, midőn már a’ szomszéd völgyek vízzel megteltek, erdeje, legelője, és szomszéd piatzozása is alkalmatos, mellyekhez képest első Osztálbéli.”
Fényes Elek 1851-ben kiadott geográfiai szótárában így ír a faluról: „Abos, (Obisowce), tót falu, Sáros vgyében, Somoshoz 1/2 mfd. 287 kath., 181 evang., 2 ref., 42 zsidó lak., Nagy erdő, mészégetés, vizimalom. F. u. Marjássy nemz., s a kamara.”
A trianoni diktátumig Sáros vármegye Lemesi járásához tartozott.

## Népessége
| Év:            | 1994. | 2004.   | 2014.    | 2024.   |
| -------------- | ----- | ------- | -------- | ------- |
| Emberek száma: | 384   | 385     | 445      | 482     |
| Eltérés:       |       | +0,26 % | +15,58 % | +8,31 % |

| Év:            | 2023. | 2024.   |
| -------------- | ----- | ------- |
| Emberek száma: | 483   | 482     |
| Eltérés:       |       | -0,20 % |

1910-ben 482 szlovák anyanyelvű lakosa volt.
2001-ben 370 lakosából 365 szlovák volt.
2011-ben 422 lakosából 392 szlovák volt.
2021-ben 471 lakosából 458 (+2) szlovák, 1 (+2) magyar, 2 (+2) ruszin, 9 (+1) egyéb és 1 ismeretlen nemzetiségű volt.

## Nevezetességei
- Késő román kori római katolikus templomát 1769-ben barokk stílusban átépítették, majd 1888-ban belülről is felújították. Búcsújáróhely oltárképe, az Olvasós Boldogasszony kegyképe miatt.